# Полет 293 на „Маями Еър Интернешънъл“
Полет 293 на „Маями Еър Интернешънъл“ е военен чартър от залива „Гуантанамо“ до военновъздушната база „Джаксънвил“, управляван от „Маями Еър Интернешънъл“. На 3 май 2019 г. изпълняващият полета самолет „Боинг 737-800“ излиза от пистата при кацане. 21 души са ранени и транспортирани в болницата, но всички без критични наранявания. Службите за спешна помощ, включително повече от 50 пожарникари спасяват всички 136 пътници и 7 члена на екипажа. Самолетът е бракуван, което го прави 17-ата загуба на „Боинг 737-800“. Властите вземат допълнителни мерки срещу разпространението на гориво в реката.
Националният съвет за безопасност на транспорта приписва инцидента на аквапланинг, причинен от обилни валежи върху ненабраздената писта; въпреки че е установено, че пилотите правят поредица от грешки по време на финалния заход и кацане, съветът заключава, че тези грешки имат малък ефект върху крайния резултат, тъй като самолетът не може да спре дори ако кацането е извършено правилно.